# Buddhizmus körvonalakban

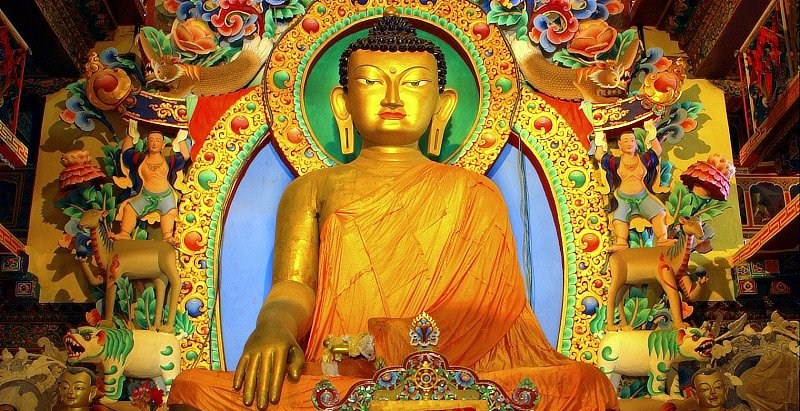
Gautama Sziddhártha

Ez a szócikk a buddhizmussal kapcsolatos szócikkeket rendezi áttekinthető, vázlatszerű listába.
A buddhizmus (Pali/szanszkrit: बौद्ध धर्म, Buddha Dharma) vallás, filozófia és tudomány, amelynek többféle hagyománya, hite és gyakorlata létezik. Ezek mindegyike a történelmi Buddha, a „megvilágosodott”, tanításaihoz vezethetők vissza.

## Buddha
- Tathágata — jelentése: "aki így jött" és "aki így ment", a feldíszített jelző, ahogy a Buddha legtöbbször utalt saját magára; olykor olyanokra is használják, aki elérte a legmagasabb tudást.
- A Buddha születésnapja
- Négy gondolatébresztő látvány — Sziddhártha hercegre mély hatással volt négy megfigyelés, amelyek során megértette, hogy minden lény ki van téve a szenvedésnek. Ez késztette arra, hogy elinduljon a spirituális útjára.
  - egy öreg ember
  - A beteg ember
  - A halott ember
  - Az aszkéta
- A Buddha tulajdonságai
  - Az összes szennyeződéstől való megszabadulás (klésák — elsősorban kapzsiság, gyűlölet és tévedés) a megmaradó lenyomatukkal együtt (vaszana)
    - Minden szennyeződéstől megszabadult teljesen — egy sem maradt
    - Minden szennyeződéstől megszabadult egészen — mindegyik gyökere el lett távolítva, maradvány nélkül
    - Minden szennyeződéstől megszabadult végleg — a jövőben több szennyeződés nem eshet

  - Minden erény elsajátítása
    - Hatalmas bölcsesség (Mahapanná)
    - Hatalmas együttérzés (Maha-karuná)
- A Buddha fizikai jellemzői
- A Buddha lábnyoma
- Buddha szobor (Buddharúpa)
- Gautama Buddha ikonográfiája Laoszban és Thaiföldön
- Gautama Buddha filmes megjelenítései
- Gautama Buddha csodatételei
- Helyek listája, ahol Gautama Buddha megszállt
  - zafír kék (nila)
  - arany sárga (pita)
  - karmazsinvörös (lohita)
  - fehér (odata)
  - skarlátvörös (mandzseszta)
- Gautama Sziddhártha családja
  - Suddhódana (apja)
  - Májá (anyja)
  - Jasódhara (felesége) – nem tévesztendő össze krisna anyjával, Jasodával
  - Ráhula (fia)
  - Mahá Padzsápatí Gótamí (nevelőanyja)
  - Nanda (féltestvére – fiú)
  - Nanda (féltestvére – lány)
  - Ánanda (unokatestvére)
  - Anuruddha (unokatestvére)
  - Dévadatta (unokatestvére)
- Bódhiszatta Gótama tanítói
  - Álára Káláma
  - Udaka Rámaputta
- Gautama Buddha a világvallásokban
  - Gautama Buddha a hinduizmusban

## A buddhizmus ágai

### A buddhizmus iskolái
| Idővonal: Buddhista hagyományok fejlődése és terjedése (i.e. 450 körül – i.sz. 1300 körül)                |                                     |                         |                         | | |                  |                            |                            |                            |                            |                            |  |
| |                                     |                         |                         | | |                  |                            |                            |                            |                            |                            |  |
| | i. e. 450                           | i. e. 450               | i.e. 250                | 100 | 100 | 500              | 500                        | 700                        | 800                        | 800                        | 1200                       |  |
| |                                     |                         |                         | | |                  |                            |                            |                            |                            |                            |  |
| India | Korai szangha                       |                         |                         | | |                  |                            |                            |                            |                            |                            |  |
| India | Korai szangha                       | Korai buddhista iskolák | Korai buddhista iskolák | Korai buddhista iskolák                                                                                                  | Korai buddhista iskolák                                                                                                  | Mahájána         | Mahájána                   | Vadzsrajána                | Vadzsrajána                | Vadzsrajána                |                            |  |
| India | Korai szangha                       | Korai buddhista iskolák | Korai buddhista iskolák | Korai buddhista iskolák                                                                                                  | Korai buddhista iskolák                                                                                                  |                  |                            |                            |                            |                            |                            |  |
| India | Korai szangha                       |                         |                         | | |                  |                            |                            |                            |                            |                            |  |
| India | Korai szangha                       |                         |                         | | |                  |                            |                            |                            |                            |                            |  |
| |                                     |                         |                         | | |                  |                            |                            |                            |                            |                            |  |
| Srí Lanka és Délkelet-Ázsia                                                                               |                                     |                         |                         | | |                  |                            |                            |                            |                            |                            |  |
| Théraváda buddhizmus                                                                                      |                                     |                         |                         | | |                  |                            |                            |                            |                            |                            |  |
| |                                     |                         |                         | | |                  |                            |                            |                            |                            |                            |  |
| |                                     |                         |                         | | |                  |                            |                            |                            |                            |                            |  |
| Tibet |                                     |                         |                         | | |                  |                            | Nyingma                    | Nyingma                    |                            |                            |  |
| Tibet |                                     |                         |                         | | |                  |                            | Nyingma                    | Nyingma                    |                            |                            |  |
| Tibet | Kadam                               |                         |                         | | |                  |                            | Nyingma                    | Nyingma                    |                            |                            |  |
| Tibet | Kagyü                               |                         |                         | | |                  |                            | Nyingma                    | Nyingma                    |                            |                            |  |
| Tibet | Dagpo                               |                         |                         | | |                  |                            | Nyingma                    | Nyingma                    |                            |                            |  |
| Tibet | Szakja                              |                         |                         | | |                  |                            | Nyingma                    | Nyingma                    |                            |                            |  |
| Tibet | Dzsonang                            |                         |                         | | |                  |                            | Nyingma                    | Nyingma                    |                            |                            |  |
| |                                     |                         |                         | | |                  |                            |                            |                            |                            |                            |  |
| Kelet-Ázsia                                                                                               |                                     |                         |                         | Korai buddhista iskolák és a Mahájána ( a selyemúton keresztül Kínába, óceáni kapcsolattal Indiába és egészen Vietnámig) | Korai buddhista iskolák és a Mahájána ( a selyemúton keresztül Kínába, óceáni kapcsolattal Indiába és egészen Vietnámig) |                  | Tangmi / Han-csuan Mi-cung | Tangmi / Han-csuan Mi-cung | Tangmi / Han-csuan Mi-cung | Tangmi / Han-csuan Mi-cung | Tangmi / Han-csuan Mi-cung |  |
| Kelet-Ázsia                                                                                               |                                     | Nara                    | Nara                    | Korai buddhista iskolák és a Mahájána ( a selyemúton keresztül Kínába, óceáni kapcsolattal Indiába és egészen Vietnámig) | Korai buddhista iskolák és a Mahájána ( a selyemúton keresztül Kínába, óceáni kapcsolattal Indiába és egészen Vietnámig) | Singon           | Singon                     | Singon                     |                            |                            |                            |  |
| Kelet-Ázsia                                                                                               | Csan                                |                         |                         | Korai buddhista iskolák és a Mahájána ( a selyemúton keresztül Kínába, óceáni kapcsolattal Indiába és egészen Vietnámig) | Korai buddhista iskolák és a Mahájána ( a selyemúton keresztül Kínába, óceáni kapcsolattal Indiába és egészen Vietnámig) |                  |                            |                            |                            |                            |                            |  |
| Kelet-Ázsia                                                                                               | Thiền, Szon                         |                         |                         | Korai buddhista iskolák és a Mahájána ( a selyemúton keresztül Kínába, óceáni kapcsolattal Indiába és egészen Vietnámig) | Korai buddhista iskolák és a Mahájána ( a selyemúton keresztül Kínába, óceáni kapcsolattal Indiába és egészen Vietnámig) |                  |                            |                            |                            |                            |                            |  |
| Kelet-Ázsia                                                                                               |                                     | Zen                     |                         | Korai buddhista iskolák és a Mahájána ( a selyemúton keresztül Kínába, óceáni kapcsolattal Indiába és egészen Vietnámig) | Korai buddhista iskolák és a Mahájána ( a selyemúton keresztül Kínába, óceáni kapcsolattal Indiába és egészen Vietnámig) |                  |                            |                            |                            |                            |                            |  |
| Kelet-Ázsia                                                                                               | Tientaj                             |                         |                         | Korai buddhista iskolák és a Mahájána ( a selyemúton keresztül Kínába, óceáni kapcsolattal Indiába és egészen Vietnámig) | Korai buddhista iskolák és a Mahájána ( a selyemúton keresztül Kínába, óceáni kapcsolattal Indiába és egészen Vietnámig) |                  |                            |                            |                            |                            |                            |  |
| Kelet-Ázsia                                                                                               | Tendai                              |                         |                         | Korai buddhista iskolák és a Mahájána ( a selyemúton keresztül Kínába, óceáni kapcsolattal Indiába és egészen Vietnámig) | Korai buddhista iskolák és a Mahájána ( a selyemúton keresztül Kínába, óceáni kapcsolattal Indiába és egészen Vietnámig) |                  |                            |                            |                            |                            |                            |  |
| Kelet-Ázsia                                                                                               | Nicsiren                            |                         |                         | Korai buddhista iskolák és a Mahájána ( a selyemúton keresztül Kínába, óceáni kapcsolattal Indiába és egészen Vietnámig) | Korai buddhista iskolák és a Mahájána ( a selyemúton keresztül Kínába, óceáni kapcsolattal Indiába és egészen Vietnámig) |                  |                            |                            |                            |                            |                            |  |
| Kelet-Ázsia                                                                                               | Dzsódo                              |                         |                         | Korai buddhista iskolák és a Mahájána ( a selyemúton keresztül Kínába, óceáni kapcsolattal Indiába és egészen Vietnámig) | Korai buddhista iskolák és a Mahájána ( a selyemúton keresztül Kínába, óceáni kapcsolattal Indiába és egészen Vietnámig) |                  |                            |                            |                            |                            |                            |  |
| |                                     |                         |                         | | |                  |                            |                            |                            |                            |                            |  |
| Közép-Ázsia és Tarim-medence                                                                              |                                     |                         | Gréko-buddhizmus        | Gréko-buddhizmus | Gréko-buddhizmus | Gréko-buddhizmus |                            |                            |                            |                            |                            |  |
| Közép-Ázsia és Tarim-medence                                                                              |                                     |                         |                         | | |                  |                            |                            |                            |                            |                            |  |
| Közép-Ázsia és Tarim-medence                                                                              | A buddhizmus terjedése a selyemúton |                         |                         | | |                  |                            |                            |                            |                            |                            |  |
| |                                     |                         |                         | | |                  |                            |                            |                            |                            |                            |  |
| | i.e. 450                            | i.e. 450                | i.e. 250                | 100 | 100 | 500              | 500                        | 700                        | 800                        | 800                        | 1200                       |  |
| \| \| Magyarázat: \| \| = Théraváda \| \| = Mahájána \| \| = Vadzsrajána \| \| = Vegyes / szinkretikus \| |                                     |                         |                         | | |                  |                            |                            |                            |                            |                            |  |
| | Magyarázat:                         |                         | = Théraváda             | | = Mahájána |                  | = Vadzsrajána              |                            | = Vegyes / szinkretikus    |                            |                            |  |

#### Theraváda
A théraváda — szó szerint, "Az idősek tana" vagy "az ősi tanítás", a buddhista iskolák legősibb fennmaradt hagyománya. Ezt a viszonylag konzervatív iskolát Indiában alapították. Általában véve ez az iskola közelebb áll a korai buddhizmushoz. Ez volt Srí Lanka és a kontinentális Ázsia legnépszerűbb vallása évszázadokon át (jelenleg Srí Lanka lakosságának mintegy 70%-a buddhista).
- Banglades:
  - Szangharádzsa-nikája
  - Mahászthabir-nikája
- Burma:
  - Thudhamma-nikája
    - Mahászí Szejádó vipasszana hagyománya

  - Svegjin-nikája
  - Dvara-nikája
- Kambodzsa
- Laosz
- Srí Lanka:
  - Sziámi-nikája
  - Amarapura-nikája
  - Ramanna-nikája
- Thaiföld:
  - Mahá-nikája
    - Dhammakaja mozgalom

  - Dhammajuttika rend
    - Thai erdei hagyomány
      - Ácsán Cshá-féle hagyomány

#### Mahájána
A mahájána — szó szerint "nagy jármű", a buddhizmus legnagyobb iskolája, amely szintén Indiából származik. A kifejezést a buddhista filozófia és gyakorlat besorolására is használják. A mahájána hagyomány tanítása szerint, a "mahájána" a minden érző lény javára történő teljes megvilágosodáshoz vezető út keresését is jelenti. További elnevezése a "bodhiszattvajána", vagy a "bódhiszattva jármű."
- Madhjamaka
  - Prászangika
  - Szvátantrika
  - Szanlun (három értekezés iskola)
    - Szanron

  - Mahá-Madhjamaka (Dzsonangpa)
- Jógácsára
  - Csittamatra – Tibetben
  - Vej-Si (csak tudat iskola) vagy fa-hsziang (dharma-jellem iskola)
    - Pobszang
    - Hosszó
- Tathágatagarbha
  - Dasabhúmika (beolvadt a hua-jen-be)
  - Hua-jen (avatamszaka)
    - Hvaom
    - Kegon
- Csan / Zen / Szon / Thiền
  - Caotung
    - Szótó
      - Keizan vonal
      - Dzsakuen vonal
      - Giin vonal

  - Lin-csi
    - Rinzai
    - Óbaku
    - Fuke
    - Von buddhizmus: koreai református buddhizmus
- Tiszta Föld (Amidizmus)
  - Dzsódo
  - Dzsódo sin
- Tientaj (Lótusz szútra iskola)
  - Cshonthe
  - Tendai (vannak benne vadzsrajána elemek is)
- Nicsiren buddhizmus
  - Nicsiren iskola
  - Nicsirensó iskola
  - Nipponzan-Mjóhódzsi-Daiszanga
  - Szóka Gakkai

#### Vadzsrajána
- Tibeti buddhizmus
  - Nyingma

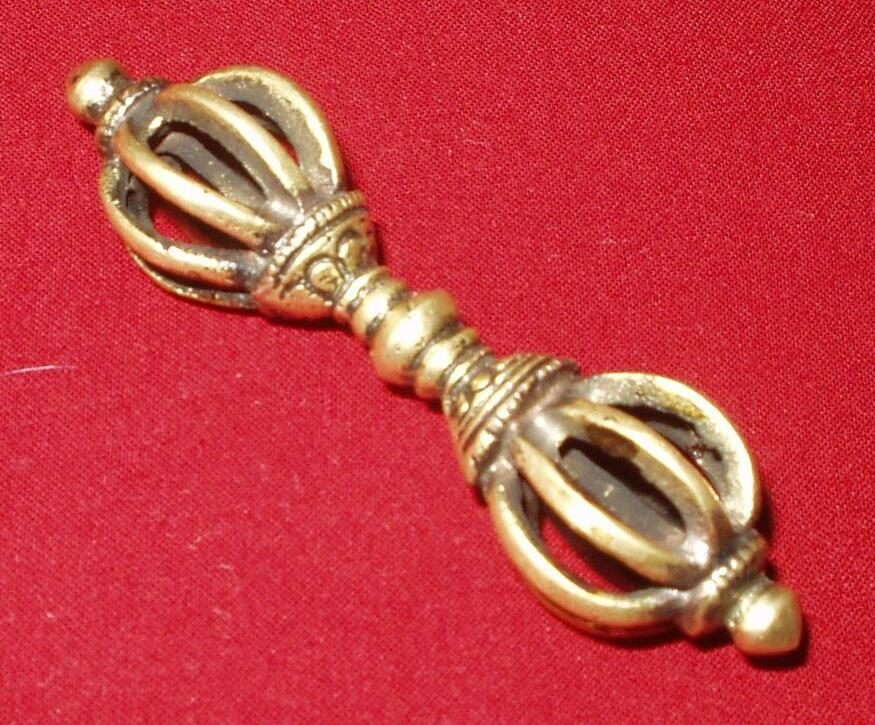
A vadzsra, a vadzsrajána megkülönböztető szimbóluma

  - Új Bön (a Jungdrung Bön és a Nyingmapa ötvözete)
  - Kadam
  - Szakja
    - Ngor
    - Char

  - Dzsonang
  - Gelug
  - Kagyü:
    - Sangpa kagyü
    - Marpa kagyü:
      - Recsung kagyü
      - Dagpo kagyü:
        - Karma kagyü (vagy Kamcsang kagyü)
        - Calpa kagyü
        - Barom kagyü
        - Phagdru kagyü (vagy Phagmo Drugpa kagyü):
          - Taklung kagyü
          - Trophu kagyü
          - Drukpa kagyü
          - Marcang kagyü
          - Jelpa kagyü
          - Jaszang kagyü
          - Sugszeb kagyü
          - Drikung kagyü

  - Rimé mozgalom (ökumenikus mozgalom)
- Japán Mikkjó
  - Singon buddhizmus
  - Tendai (a tientajból ered, de belekerültek tantrikus gyakorlatok)

#### Korai buddhista iskolák
- Mahászánghika
  - Ekavjávahárika (Asóka idején)
    - Lokottaraváda

  - Kukkutika (Asóka)
    - Bahusrutíja (i. e. késő 3. század)
    - Pradzsnaptiváda (i. e. késő 3. század)

  - Csaitika (i. e. 1. század közepe)
    - Apara Saila
    - Uttara Saila

  - Csaitjaváda
- Szthaviraváda
  - Pudgalaváda (i. e. 280 körül)
    - Pudgalaváda (Asóka idején) későbbi neve: Szammitíja
    - Dharmottaríja
    - Bhadrajáníja
    - Szannágarika

  - Vibhadzsjaváda (i. e. 240 előtt; Asóka idején)
    - Théraváda (i. e. 240 környékén)
    - Mahísászaka (i. e. 232 után)
      - Dharmaguptaka (i. e. 232 után)

  - Szarvásztiváda (i. e. 237 körül)
    - Kásjapíja (i. e. 232 után)
    - Szautrántika (i. e. 50 és i. sz. 100 között)
    - Múlaszarvásztiváda (3-4. század)
    - Vaibhásika

#### Buddhista modernizmus
- Humanista buddhizmus
- Szóka Gakkai
- Vipasszaná mozgalom
- Új Kadampa Hagyomány
- Nyugati Buddhista Rend Barátai
- Fo Kuang San

### A buddhizmus világszerte
- Buddhizmus országonként
- Buddhizmus Ázsiában
  - Buddhizmus Délkelet-Ázsiában
  - Buddhizmus Kelet-Ázsiában
  - Buddhizmus Dél-Ázsiában
  - Buddhizmus Közép-Ázsiában
  - Buddhizmus a Közel-Keleten
    - Tamil buddhizmus
- Buddhizmus Afrikában
- Buddhizmus Nyugaton
  - Buddhizmus Amerikában
    - Buddhizmus Közép-Amerikában

  - Buddhizmus Ausztráliában
  - Buddhizmus Európában

## Buddhista írások és szövegek

### Théraváda szövegek
- Páli kánon (Tipitaka)

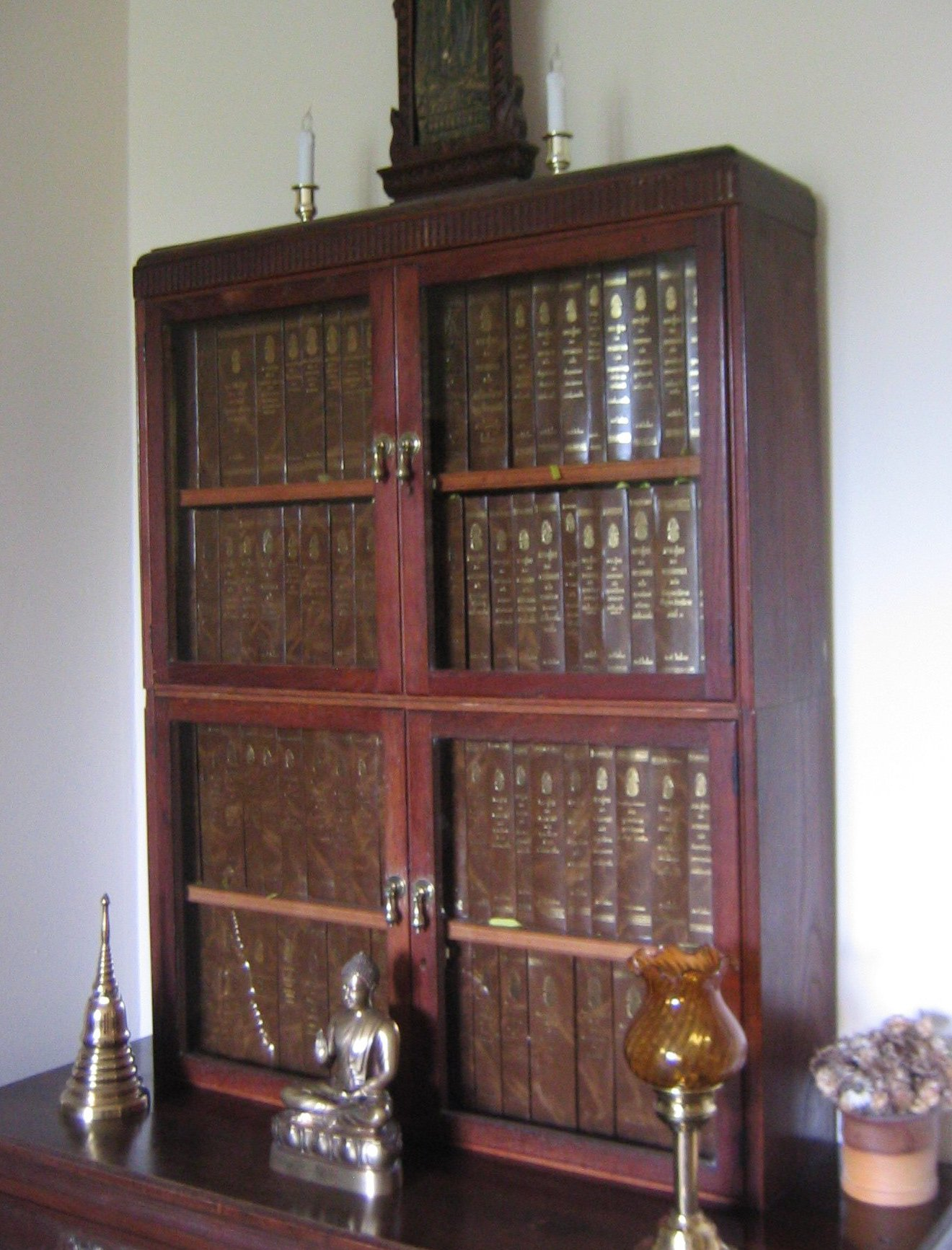
A páli kánon egyik gyűjteménye

  - Vinaja-pitaka — fegyelmi szabályok kosara
    - Szutta-vibhanga
      - Prátimoksa — buddhista szerzetesi szabályrendszer

    - Khandhaka
      - Mahávagga
      - Csullavagga

    - Parivára

  - Szutta-pitaka — Beszédek kosara
    - Dígha-nikája — Hosszú beszédek
      - Brahmadzsála-szutta — Beszéd a tökéletes bölcsesség hálójáról
      - Szamannyaphala-szutta — A szerzetesi élet gyümölcsei
      - Kévatta-szutta
      - Maháparinibbána-szutta — A Buddha utolsó napjai
      - Mahászatipatthána-szutta — Nagy beszéd a tudat alapjairól
      - Agganna-szutta
      - Szigalovada-szutta

    - Maddzshima-nikája — Közép-hosszú beszédek
      - Szammáditthi-szutta — Beszéd a helyes nézetről
      - Szatipatthána-szutta — a tudatosság alapjáról szóló beszéd
      - Aggi-Vaccsagotta-szutta
      - Ánápánaszati-szutta — a légzés tudatosságáról szóló beszéd

    - Szamjutta-nikája — Kapcsolódó párbeszédek
      - Dhammacsakkappavattana-szutta — A dharma kerekének megforgatása (Buddha első beszéde)
      - Anattalakkhana szutta — a nem-én jellemzője (Buddha második beszéde)
      - Tűzbeszéd — Buddha harmadik beszéde

    - Anguttara-nikája — a sorjázott beszédek
      - Dighadzsanu-szutta
      - Dona-szutta
      - Kalama-szutta
      - Upaddzshatthana-szutta — az elmélyedésről

    - Khuddaka-nikája — a rövid gyűjtemény
      - Khuddaka-pátha
        - Mangala-szutta
        - Ratana-szutta
        - Mettá-szutta — az egyetemes szeretet himnusza

      - Dhammapada — az igazság ösvénye
      - Udana — ihletett szövegek
      - Itivuttaka
      - Szutta-nipáta
        - Uraga-vagga
          - Orrszarvú szarv szútra
          - Mettá-szutta

        - Csula-vagga
          - Ratana-szutta
          - Mangala-szutta
          - Dhammika-szutta

        - Mahá-vagga
        - Atthaka Vagga
        - Párájana Vagga

      - Vimanavatthu
      - Petavatthu
      - Theragatha — Idősebb szerzetesek versei
      - Therigatha — Idősebb apácák versei
      - Dzsátaka mesék — Buddha korábbi életei
      - Niddesza
      - Patiszambhidamagga — a megkülönböztetés ösvénye
      - Apadána
      - Buddhavamsza
      - Csarijá-pitaka
      - Nettipakarana
      - Petakopadesza
      - Milindapanha

  - Abhidhamma-pitaka — a kiemelt eszmék kosara
    - Dhamma-szangani
    - Vibhanga
    - Dhátu-katha
    - Puggala-pannyatti
    - Kathá-vatthu
    - Jamaka
    - Patthána
- Anu-pitaka — nem-kanonikus vagy extra-kanonikus páli irodalom
  - Parakanonikus szövegek
- Szövegmagyarázatok — A Tipitaka szövegmagyarázatai
  - Viszuddhimagga — A tisztulás ösvénye, a legfontosabb théraváda szövegnek tekintik a Tipitaka mellett.
  - Vimuttimagga — A szabadság ösvénye, meditáció útmutatás
  - Abhidhammattha-szangaha — az Abhidhamma teljes útmutatása

### Mahájána szövegek
- Mahájána szútrák
  - Angulimalija-szútra
  - Brahmadzsala-szútra

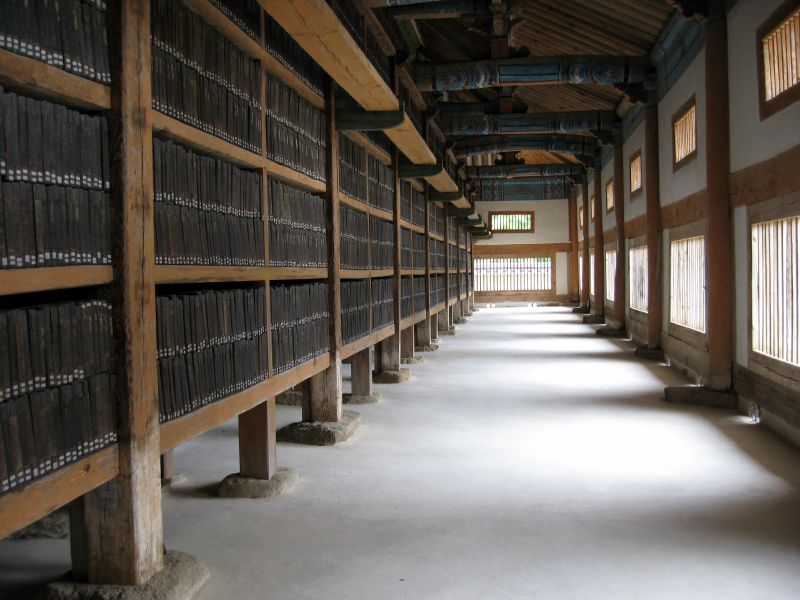
A Tripitaka Koreana egy Haeinsa-i raktárban.

  - Megszámolhatatlan jelentés szútra
  - Lalitavisztara-szútra
  - Lankávatára-szútra
  - Lótusz szútra
  - Bölcsesség tökéletessége szútrák (Pradzsnyápáramitá)
    - Gyémánt szútra
    - Szív szútra

  - Tíz szint szútra
  - Vimalakírti-nirdésa-szútra
  - Tökéletes megvilágosodás szútra
  - Pódium-szútra
  - Amitábha-szútra
  - Avatamszaka-szútra
  - Elmélkedés szútra
  - Végtelen élet szútra
  - Maháparinirvána-szútra
  - Mahászamnipáta-szútra
  - Szanghata-szútra
  - Surangama-szútra
  - Negyvenkét fejezet szútrája
  - Arany fény szútrája
- Ksitigarbha bodhiszattva nagy fogadalmai szútra
  - Ullambana-szútra
- Ágamák
- Kínai buddhista kánon
  - Tripitaka Koreana
  - Taisó Tripitaka

### Vadzsrajána szövegek
- Tibeti buddhista kánon
  - Kandzsúr
  - Tandzsúr

## A buddhizmus története
- A buddhizmus időrend szerint
- Korai buddhizmus
- Elő-szektariánus buddhizmus
- Buddhista zsinatok
  - Első buddhista zsinat
  - Második buddhista zsinat
  - Harmadik buddhista zsinat
  - Negyedik buddhista zsinat
  - Ötödik buddhista zsinat
  - Hatodik buddhista zsinat
- 2006-os világ buddhista fórum
- A buddhizmus terjedése a selyemúton
- A buddhizmus története Indiában
  - A buddhizmus hanyatlása Indiában
- Gréko-buddhizmus
- A buddhizmus és a római világ
- Buddhista válság
- Buddhistaüldözés

## A buddhizmus tanai

### Három drágaság (Tiratana•Triratna)

A triratna, a három drágaság egyik szimbóluma

- Buddha — Gautama Sziddhártha, az áldott, a felébredt, a tanító
  - Befejezett (arahaṃ • arhat)
  - teljesen megvilágosodott (szammá-szambuddho • szamjak-szambuddha)
  - Tökéletes az igaz tudásban és magaviseletben (viddzsá-csarana szampanno • vidjá-csarana-szampanna)
  - Fenséges (szugato • szugata)
  - A világ tudója (lokavidú • loka-vid)
  - A szelídítendők példátlan vezetője (anuttaro purisza-damma-szárathi • purusa-damja-szárathi)
  - Istenek és emberek tanítója (szatthá deva-manusszánam • sászta deva-manuszjánam)
  - A megvilágosodott (buddho)
  - Az áldott (bhagavā • bhagavat)
- Dhamma (dharma) — az igazság egyetemes törvénye; a Buddha tana, amely megvilágosodáshoz vezet
  - az áldott által jól elmagyarázott (szvákkháto bhagavatá dhammo • szvákhjáta)
  - közvetlenül látható (szanditthiko • számddrsztika)
  - azonnali (akáliko • akálika)
  - hívni valakit, hogy jöjjön és lássa (ehi-passziko • ehipasjika)
  - alkalmazásra érdemes (opanajiko • avapranajika)
  - a bölcs által személyesen átélt (paccsattam veditabbo vinnúhi • pratjátmam veditavjo vidzsnaih)
- Szangha (Szamgha) — a spirituális közösség, amely kétrétű (1) a szerzetesi közösség, a szerzetesek és az apácák; és (2) a nemes szangha, a nemes tanítványok közössége, akik elérték a megvilágosodás szintjét.
  - a jó út gyakorlata (supaṭipanno bhagavato sāvaka-saṅgho)
  - az egyenes út gyakorlata (ujupaṭipanno bhagavato sāvaka-saṅgho)
  - az igaz út gyakorlata (ñāyapaṭipanno bhagavato sāvaka-saṅgho)
  - a helyes út gyakorlata (sāmīcipaṭipanno bhagavato sāvaka-saṅgho)
  - ajándékra méltó (áhunejjó)
  - vendégszeretetre méltó (páhunejjó)
  - felajánlásokra méltó (dakkhinejjó)
  - áhítatos üdvözlésre méltó (añjalikaraṇīyo)

### Négy nemes igazság (Csattári aridzsaszaccsáni•Csatvári árjaszatjáni)

#### 1. A szenvedés nemes igazsága(Dukkha arija szaccsa)
- szenvedés (dukkha • duḥkha) — teljesen megértve lenni (pariññeyya)
  - a Dukkha belső fájdalom, test vagy mentális fájdalom (dukkha-dukkha)
    - születés (dzsáti)
    - öregség (dzsará)
    - betegség (bjádhi)
    - halál (marana)
    - sajnálat (szóka)
    - bánat (paridéva)
    - fájdalom (dukkha)
    - szomorúság (dómanassza)
    - levertség (upájászá)

  - Dukkha a folytonos változás miatt (viparináma-dukkha)
    - kellemetlennel való társulás (appijéhi szampajógó)
    - kellemestől való elválasztás (pijéhi vippajógó)
    - nem megkapni amit akarunk (jampiccsham na labhati tampi)

  - Dukkha az összetett dolgok miatt (szankhára-dukkha)
    - A ragaszkodás öt csoportosulása (pancsupádánakkhésa)
      - anyagi forma (rúpa)
      - érzés (védaná)
      - észlelés (szanná • szamdzsná)
      - mentális csoportosulások (szankhára • szanszkára)
      - tudat (vinnána • vidnyána)

#### 2. A szenvedés okának nemes igazsága(Dukkha szamudaja arija szaccsa)
- vágyakozás (tanhá • trszná) (szamudaja) — elhagyatva lenni (pahátabba)
  - vágyakozás a érzéki örömök iránt (káma tanhá)
  - vágyakozás a létezés iránt (bhava tanhá)
  - vágyakozás a nem-létezés iránt (vibhava tanhá)

#### 3. A szenvedés megszűnésének nemes igazsága(Dukkha niródha arija szaccsa)
- Nirvána (Nibbána • Nirvána) (nirodha) — megvalósulva lenni (szaccshikátabba)
  - Nibbána elem maradványokkal (sa-upādisesa nibbānadhātu • sopadhiśeṣa-nirvāṇa)
  - Nibbána elem maradvány nélkül (anupādisesa nibbānadhātu • nir-upadhiśeṣa-nirvāṇa) — Parinirvána (parinibbāna • parinirvāṇa)

#### 4. A szenvedés megszűnéséhez vezető út nemes igazsága(Dukkha niródha gáminí patipadá arija szaccsa)
- Nemes nyolcrétű ösvény (arijó aṭṭhangikó maggó • Ārya 'ṣṭāṅga mārgaḥ) — kifejlesztendő (bhāvetabba)
  - helyes látásmód (szammá-ditthi)
  - helyes szándék (szammá-szankappó)
  - helyes beszéd (szammá-vácsá)
  - helyes cselekedet (szammá-kammantó)
  - helyes életmód (szammá-ádzsívó)
  - helyes erőfeszítés (szammá-vájámó)
  - helyes tudatosság (szammá-szati)
  - helyes koncentráció (szammá-szamádhi)

### A létezés három jellemzője (Tilakkhaṇa•Trilakṣaṇa)
- Mulandóság (aniccsa • anitya)
- szenvedés (dukkha • duḥkha)
- éntelenség (anattá • anātman)

### Öt halmaz (Panycsa khésa•Pancsa-szkandha)
- Forma (rúpa)
  - négy fő elem (mahábhúta)
    - föld elem (pathav-dhátu)
    - víz (vagy folyadék) elem (ápo-dhátu)
    - tűz (vagy hő) elem (tedzso-dhátu)
    - levegő (vagy szél) elem (vájo-dhátu)
- érzés (védaná)
  - kellemes érzés (szukha)
  - fájdalmas érzés (dukkha • duhkha)
  - sem fájdalmas, sem kellemes (semleges) érzés (adukkham-aszukhá)
- észlelés (szanníá • szamdzsná)
- mentális létrehozás (szankhára • szanszkára)
- tudatosság (vidnyána)

### Függő keletkezés (Paticcsaszamuppáda•Pratítjaszamutpáda)

#### Tizenkét oksági láncszem(Nidána)

##### Előző élet
- Nem-tudás (aviddzsá • avidjá)
  - Nem ismerni fel a szenvedést
  - Nem ismerni fel a szenvedés oka
  - Nem ismerni fel a szenvedés megszűnését
  - Nem ismerni fel a szenvedés megszűnéséhez vezető utat
- szándékos létesülés (szankhára • szanszkára)
  - test általi létesülés
  - szó általi létesülés
  - tudat általi létesülés

##### Jelen élet
- tudat (vinnyána • vidnyána)
  - szem-tudatossága
  - fül-tudatossága
  - orr-tudatossága
  - nyelv-tudatossága
  - test-tudatossága
  - tudat-tudatossága
- név és forma (námarúpa)
  - név (náma)
    - érzés (védaná)
    - észlelés (szanná • samdzsná)
    - szándék (csetaná)
    - kapcsolat (Szparsa)
    - figyelem (manasikára)

  - forma (rúpa)
    - Négy fő elem
      - föld — szilárdság
      - víz — folyékonyság
      - tűz — hőség
      - szél — Oszcilláció
- hat érzék alap (Sadájatana)
  - szem alap
  - fül alap
  - orr alap
  - nyelv alap
  - test alap
  - tudat alap
- kapcsolat (phassza • Szparsa)
  - szem kapcsolat
  - fül kapcsolat
  - orr kapcsolat
  - nyelv kapcsolat
  - test kapcsolat
  - tudat kapcsolat
- érzés (védaná)
  - szem kapcsolatából származó érzés
  - fül kapcsolatából származó érzés
  - orr kapcsolatából származó érzés
  - nyelv kapcsolatából származó érzés
  - test kapcsolatából származó érzés
  - tudat kapcsolatából származó érzés
- vágyakozás (tanhá • trszná)
  - vágyakozás forma után
  - vágyakozás hang után
  - vágyakozás szagok után
  - vágyakozás ízek után
  - vágyakozás tapintható dolgok után
  - vágyakozás mentális tárgyak után
- ragaszkodás (Upádána)
  - ragaszkodás érzéki örömökhöz (kámupádána)
  - ragaszkodás nézetekhez (ditthupádána)
  - ragaszkodás megszokásokhoz és észrevételekhez (szílabbatupádána)
  - ragaszkodás az énhez (attavádupádána)
- létesülés (bhava)
  - érzéki vágyak birodalmába való létesülés
  - Finom anyagok birodalmába való létesülés
  - Anyag nélküli birodalomba való létesülés

##### Következő élet
- születés (dzsáti)
- Öregkor és halál (Dzsarámarana)

#### Transzcendentális függő keletkezés
- szenvedés (dukkha • duḥkha)
- hit (saddhā • śraddhā)
- öröm (Pámoddzsa)
- szakadás (Píti • Príti)
- nyugalom (passaddhi)
- boldogság (szukha)
- koncentráció (szamádhi)
- a dolgokat úgy tudni és látni, ahogy vannak (Jathábhúta-nána-dasszana)
- Kijózanodás a világi életből (nibbidá)
- szenvtelenség (virága)
- szabadság (vimutti)
- romlottság elpusztításának mikéntje (āsava-khaye-ñāna)

### Karma (Kamma)
- karma eredménye (vipáka)
- szándék (cetanā)
  - üdvös szándék (kusala)
  - káros szándék (akusala)
- cselekedet három ajtaja (kammadvara)
  - test — cselekedet testtel
  - beszéd — cselekedet szóval
  - tudat — mentális cselekedet
- gyökerek (mula)
  - Ártó
    - kapzsiság (lóbha • raga)
    - gyűlölet (dósa • dvésa)
    - tévedés (móha)

  - Üdvös
    - nem-kapzsiság (alobha) — lemondás, nagylelkűség
    - nem-gyűlölet (adósa) — szerető kedvesség
    - nem-tévedés (amóha) — bölcsesség
- cselekedet lefolyása (kammapatha)
  - ártó
    - test általi
      - Életet elpusztítani
      - Elvenni, amit nem adnak
      - Érzéki örömökkel kapcsolatos helytelen magaviselet

    - szó általi
      - Helytelen beszéd
      - Rágalmazó beszéd
      - Nyers beszéd
      - Fecsegés

    - Mentális
      - Sóvárgás
      - Rossz akarás
      - Helytelen nézet

  - Üvös
    - test általi
      - tartózkodni az öléstől
      - tartózkodni attól, hogy elvesszük, amit nem adnak
      - tartózkodni az érzéki örömök helytelen viselkedésétől

    - szó általi
      - tartózkodni a hamis beszédtől
      - tartózkodni a rágalmazástól
      - tartózkodni a nyers beszédtől
      - tartózkodni a fecsegéstől

    - Mentális
      - sóvárgástól mentesnek lenni
      - rossz akarattól mentesnek lenni
      - helyes nézeteket vallani

### Újjászületés (Punabbhava•Punarbhava)
- Szanszára

#### Buddhista kozmológia
- Hat birodalom
  - mennyország (szagga)

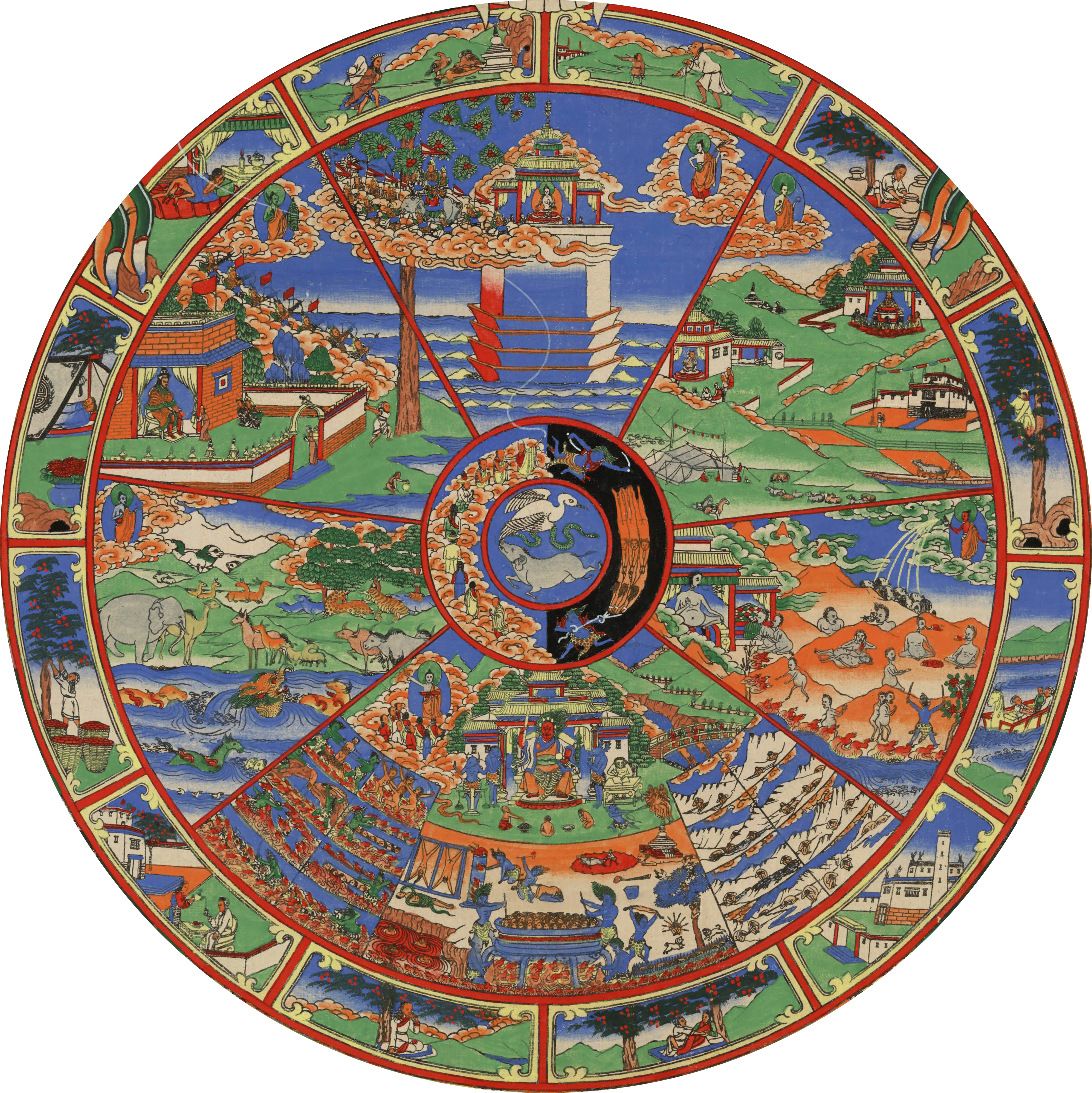
a bhavacsakra, a hat birodalom ábrázolásának szimbóluma.

    - Tuszita — a hat déva világ egyike
    - Trajasztrimsza — az ötödik mennyország
    - Négy mennyei király

  - félistenek birodalma (aszura)
  - Emberi lények (mánuszatta)
  - éhes szellemek birodalma (peta • preta)
  - Állatbirodalom
  - pokol (niraya • naraka)
    - Avícsi — a pokol legmélyebb bugyra
- Három létsík (tiloka • triloka)
  - Érzéki világ (kámaloka)
  - Alakok birodalma (rūpaloka)
  - Alaknélküliség birodalma (arūpaloka)
- Tíz spirituális birodalom
  - buddhaság
  - bódhiszattva — bódhiszattvaság
  - Pratjékabuddha — megvalósítás
  - Szávakabuddha — tanulás
  - Déva — menny
  - Aszúra — paranoiás féltékenység
  - Az emberi lény a buddhizmusban — emberiség
  - Állatok a buddhizmusban — állatvilág
  - Préta — éhség
  - Naraka — pokol

### Érzékiség alap(Ájatana)
- Hat érzékiség alap (salájatana • sadájatana)
  - szem (csakkhu) és formák
  - fül (szóta) és hangok
  - orr (ghāṇa) és szagok
  - nyelv (jivhā) és ízek
  - test (kája) és tapintható tárgyak
  - tudat (mano) és jelenségek

### Hat fő elem(Dhátu)
- föld elem (paṭhavī-dhātu)
- víz (vagy folyadék) elem (āpo-dhātu)
- tűz elem (tejo-dhātu)
- levegő (vagy szél) elem (vāyo-dhātu)
- tér elem (ākāsa-dhātu)
- tudat elem (viññāṇa-dhātu)

### Szervek(Indrija)
- hat érzékszerv
  - szem/látás képessége (cakkh-undriya)
  - fül/hallás képessége (sot-indriya)
  - orr/szaglás képessége (ghān-indriya)
  - nyelv/ízlelés képessége (jivh-indriya)
  - test/érzés képessége (kāy-indriya)
  - tudat képessége (man-indriya)
- három fizikális képesség
  - nőiség (itth-indriya)
  - férfiasság (puris-indriya)
  - élet vagy vitalitás (jīvit-indriya)
- öt érzőképesség
  - fizikális öröm (sukh-indriya)
  - fizikális fájdalom (dukkh-indriya)
  - mentális öröm (somanasa-indriya)
  - mentális fájdalom (domanass-indriya)
  - közöny (upekh-indriya)
- öt spirituális képesség
  - hit (saddh-indriya)
  - energia (viriy-indriya)
  - tudatosság (sat-indrija)
  - koncentráció (szamádhi-indrija)
  - bölcsesség (paññ-indriya)
- három végső tudás képesség
  - azt gondolni, hogy "meg fogom ismerni az ismeretlent" (anaññāta-ñassāmīt-indriya)
  - tudás (aññ-indriya)
  - az aki tud (aññātā-vindriya)

### Mentális tényezők (Csétaszika•Caitasika)

#### Théraváda abhidhamma
- Hét egyetemes mentális tényező, amely minden érző lényre vonatkozik (sabbacittasādhāraṇa cetasikas)
  - kapcsolat (Szparsa)
  - érzés (védanā)
  - észlelés (szannyá)
  - szándék (csétaná)
  - egy-pontúság (ekaggatā)
  - élet képessége (jīvitindriya)
  - figyelem (manasikāra)
- Hat alkalmi vagy különleges mentális tényező; csak bizonyos tudatokban létezik (pakiṇṇaka cetasikas)
  - gondolkozás alkalmazása (vitakka)
  - vizsgálódás (vicāra)
  - döntés (adhimokkha)
  - energia (vírja)
  - szakadás (píti)
  - cselekvési vágy (csanda)
- 14 ártó mentális tényező (akusala cetasikas)
  - négy egyetemes ártó tényező (akusalasādhāraṇa):
    - tévedés (moha)
    - szégyenérzet hiánya (ahirika)
    - következménnyel való nemtörődés (anottappa)
    - nyughatatlanság (uddhacca)

  - a kapzsiság csoport három tényezője (lobha):
    - kapzsiság (lobha)
    - Helytelen nézet (diṭṭhi)
    - önteltség (mána)

  - a gyűlölet csoport négy mentális tényezője (dósa)
    - gyűlölet (dósa)
    - irigység (issā)
    - fösvénység (macchariya)
    - megbánás (kukkuccsa)

  - egyéb ártó mentális tényezők
    - lustaság (thīna)
    - tunyaság (middha)
    - kétely (vicikicchā)
- 25 gyönyörű mentális tényező (sobhana cetasikas)
  - 19 egyetemes gyönyörű mentális tényező (sobhanasādhāraṇa):
    - hit (saddhā)
    - tudatosság (sati)
    - gonosztett szégyenlése (hiri)
    - következményekkel való törődés (ottappa)
    - nem-kapzsiság (alobha)
    - nem-gyűlölet (adosa)
    - egyensúly, semleges tudat (tatramajjhattatā)
    - mentális test nyugalma (kāyapassaddhi)
    - tudat nyugalma (cittapassaddhi)
    - mentális test könnyűsége (kāyalahutā)
    - tudat könnyűsége (cittalahutā)
    - mentális test hajlíthatósága (kāyamudutā)
    - tudat hajlíthatósága (cittamudutā)
    - mentális test készsége (kāyakammaññatā)
    - tudat készsége (cittakammaññatā)
    - mentális test jártassága (kāyapāguññatā)
    - tudat jártassága (cittapāguññatā)
    - mentális test egyenessége (kāyujukatā)
    - tudat egyenessége (cittujukatā)

  - három tartózkodás (virati):
    - helyes beszéd (sammāvācā)
    - helyes cselekedet (sammākammanta)
    - helyes erőfeszítés (sammā-ājīva)

  - két korlátozhatatlan (appamañña):
    - együttérzés (karuṇā)
    - együtt-érző öröm (muditā)

  - a bölcsesség egy képessége (paññindriya):
    - bölcsesség (pannyá • pradzsnyá)

#### Mahájána abhidharma
- öt egyetemes mentális tényező (sarvatraga):

1. Szparsa — kapcsolat, érintés
2. Védaná — érzés, érzékiség
3. Szandnyá — észlelés
4. Csétaná — szándék
5. Manasszikara — figyelem

- öt meghatározó mentális tényező (viṣayaniyata):

1. csanda — cselekvésvágy
2. Adhimoksa — elhatározás, érdek, meggyőződés
3. Smṛti — tudatosság
4. Pradzsná — bölcsesség
5. Szamádhi — koncentráció

- 11 erényes (kusala) mentális tényező

1. Sraddhá — hit
2. Hrí — önbecsülés, szégyenérzet
3. Apatrápja — következményekkel való törődés
4. Alobha — nem-ragaszkodás
5. Advésa — nem-agresszió, gyűlöletnélküliség
6. Amóha — nem-zavarodottság
7. Vírja — elhatározás, erőfeszítés
8. Prasrabdhi — rugalmasság
9. Apramáda — lelkiismeretesség
10. Upeksa — pártatlanság
11. Ahimsza — nem-ártás

- mentális szennyeződések hat gyökere (mūlakleśa):

1. Rága — kötődés
2. Pratigha — harag
3. Avidjá — nem törődés, tudatlanság
4. Mána — büszkeség, önteltség
5. Vicsikica — gyanú
6. Dristi — helytelen nézet

- 20 másodlagos szennyeződés (upakleśa):

1. Krodha — harag
2. Upanáha — neheztelés
3. Mraksa — titkolózás
4. Pradása — rosszakarat
5. Irsja — irigység, féltékenység
6. Mátszarja — szúrósság, kapzsiság, fösvénység
7. Májá — színlelés, csalás
8. Sáthja — képmutatás, őszintétlenség
9. Mada — önteltség
10. Vihimszá — rosszakarat, kegyetlenség
11. Áhríkja — szégyen hiánya, szemérmetlenség
12. Anapatrápja — szemérmetlenség, nem törődés
13. Stjána — letargia, homály
14. Auddhatja — izgalom, forrás
15. Ásraddhja — hitetlenség, bizalmatlanság
16. Kausídja — lustaság, tunyaság
17. Pramáda — nemtörődömség
18. Musitaszmrtitá — feledékenység
19. Aszampradzsanja — nem-éberség, figyelmetlenség
20. Viksepa — ötletszerűség

- négy megváltoztatható mentális tényező (aniyata):

1. Kaukritja — sajnálat, aggodalom
2. Middha — álmosság
3. Vitarka — koncepció
4. Vicsára — elemzés

### Tudat és tudatosság
- Csitta — tudat, tudatállapot
- Csétaszika — mentális tényezők
- Mana — tudat, gondolkodási képesség
- Tudat (vinnyána)
- Tudatfolyam (csitta-szantána) — a pillanatról pillanatra folyó (változó) tudat
- Bhavanga — a théravádában a tudat legalapvetőbb mentális tényezője
- Ragyogó tudat (pabhasszara csitta)
- Csak-tudat (vidzsnyapti-mátratá)
- Nyolcfajta tudatosság (astavidzsnyána)
  - szem-tudat — látás
  - fül-tudat — hallás
  - orr-tudat — szaglás
  - nyelv-tudat — ízlelés
  - gondolkodó-tudat
  - test-tudat — tapintás
  - A mana tudat — elhomályosító-tudat
  - raktár tudat (ālāyavijñāna) — a többi hét alapja
- Fogalmi proliferáció (papañca • prapañca) — nyelv és fogalom általi becsapódottság
- majom tudat — nyughatatlan tudat

### A megvilágosodás akadályai
- szennyeződések (ászava)
  - érzéki vágyak (kámászava)
  - létesülés (bhavászava)
  - helytelen nézet (ditthászava)
  - nemtudás (aviddzsászava)
- szennyeződések (kilésza • klésák)
  - három méreg
    - kapzsiság (ragaszkodás) (lobha • rága)
    - gyűlölet (undor) (dósa • dvésa)
    - tudatlanság (nemtudás) (móha)

  - szennyeződések körei (kilesa-vaṭṭa)
    - nemtudás (aviddzsá • avidjá)
    - vágyakozás (tanhá • trsná)
    - ragaszkodás (upádána)
- négy elferdült nézet, gondolat és észlelés (vipallasza)
  - állandónak (nicca • nitya) tekinteni azt, ami nem állandó (aniccsa • anitja)
  - boldogságnak (sukha) tekinteni azt, ami szenvedés (dukkha • duḥkha)
  - én-nek (attā • ātman) tekinteni azt, ami nem-én (anattá • anātman)
  - gyönyörűnek (subha) látni, ami nem gyönyörű (aszubha)
- öt akadály (pancsa nívaraná)
  - érzéki vágy (kámaccsanda)
  - rosszakarás (vjápáda)
  - lustaság és tunyaság (thína-middha)
  - nyughatatlanság és megbánás (uddhaccsa-kukkuccsa)
  - kétely (vicsikiccsá)
- rejtett hajlamok (anuszaja)
  - érzéki szenvedély (káma-rága)
  - ellenállás (patigha)
  - nézetek (ditthi)
  - kétely (viscikiccshá)
  - önteltség (mána)
  - vágyakozás további létezések után (bhavarága)
  - nemtudás (avijjā • avidyā)
- tíz béklyó (saṃyojana)
  - öntudat (sakkāyadiṭṭhi)
    - örök-hit (sassata-diṭṭhi)
    - Megsemmisülés-hit (uccheda-diṭṭhi)

  - kétely (vicikicchā)
  - szabályok téves értelmezése (sīlabbata-parāmāsa) — hogy a rituálék és aszkétizmus önmagában elég a megvilágosodáshoz
  - Nemi kéjelgés (kāmacchéso)
  - rosszakarat (vyāpādo)
  - létezni-akarás a formai birodalomban (rūparāgo)
  - létezni-akarás a formátlan világban (arūparāgo)
  - önhittség (māna)
  - nyughatatlanság (uddhacca)
  - nemtudás (avijjā • avidyā)

### Kétfajta boldogság(Szukha)
- testi boldogság (kájaszukha)
- mentális boldogság (csittaszukha)

### Kétfajta bhava
- Kamma bhava — a négy Upadana általi kamma
- Upapatti bhava — újjászületés bhava

### A világ négy védelmezője(Sukka lokapala)
- gonosz tett szégyenlése (hiri)
- rossz cselekedetek következményeitől való félelem (ottappa)

### Három önteltség
- "Jobb vagyok"
- "Egyenlő vagyok"
- "Rosszabb vagyok"

### Három nézőpont
- elégtétel (assāda)
- veszély (ādinava)
- menekülés (nissaraṇa)

### Három elsődleges cél
- Látható jólét és boldogság még ebben az életben, a morális elkötelezettségek és társas kötelességek teljesítése révén (diṭṭha-dhamma-hitasukha)
- Jólét és boldogság a következő életben, erényes cselekedeteken keresztül (samparāyika-hitasukha)
- A legvégső és legfőbb cél a nirvána – a Nemes nyolcrétű ösvényen keresztül (paramattha)

### A Dhamma hármas felosztása
- Tanulmány (pariyatti)
- Gyakorlat (paṭipatti)
- Megvalósítás (pativedha)

### Négyféle táplálék
- fizikális étel (kabalinkaro)
- kapcsolat (phasso dutiyo)
- mentális akarat (manosancetana)
- tudat (vinnyána • vidnyána)

### Négyféle elsajátítás(Upadhi)
- az öt halmaz (khésa • szkésa)
- szennyeződések (kilesza • klésá)
- akaratlagos halmazok (szankhára • szamszkára)
- érzéki örömök (kāmaccsanda)

### Nyolc világi függvény
- öröm és fájdalom
- magasztalás és vádolás
- hírnév és dicstelenség
- nyerés és vesztés

### Igazság (szaccsa•szatja)
- Négy nemes igazság (cattāri ariyasaccāni • catvāri āryasatyāni)
  - szenvedés (dukkha • duḥkha)
  - szenvedés oka (samudaya)
  - szenvedés megszüntetése (niródha)
  - szenvedés megszüntetéséhez vezető ösvény (magga • marga)
- Két igazság tana
  - Konvencionális igazság (sammutisacca • saṃvṛtisatya)
  - Legvégső igazság (paramatthasacca • paramārthasatya)

### Magasabb szintű tudás (Abhinnyá•Abhidnyá)
- Hatfajta magasabb szintű tudás (chalabhiñña)
  - szupernormális erő (iddhi)
    - a test megsokszorozása és újbóli lecsökkentése egyre
    - megjelenés és eltűnés szabad akarat által
    - átkelés szilárd testeken, mintha levegő volna
    - kiemelkedni és elsüllyedni a földbe, mintha víz volna
    - vízen-járás mintha föld lenne
    - repülés az égen
    - bármely távolságban lévő dolgok megérintésének a képessége (akár a hold vagy a nap)
    - utazás más világokba, akár test nélkül is

  - isteni fül (dibba-sota) – halló
  - tudatolvasás (cseto-parija-nána), telepátia
  - korábbi életek lakóhelyeire való emlékezés (pubbe-nivāsanussati)
  - isteni szem (dibba-cakkhu), ismerni mások karmikus irányait
  - mentális szennyeződések megszüntetése (āsavakkhaya)
- Három tudás (tevijja)
  - emlékezni előző életekre (pubbe-nivāsanussati)
  - isteni szem (dibba-cakkhu)
  - mentális szennyeződések megszüntetése (āsavakkhaya)

### Az elmélkedő életmód hatalmas gyümölcsei(Maha-Phala)
- Egykedvűség (upekkha)
- félelemnélküliség (nibbhaya)
- boldogtalanságtól és szenvedéstől való mentesség (asukhacaadukkha)
- meditációs magába szívás (samādhi)
- Testen kívüli élmény (manomaya)
- Hallói képesség (dibba-sota)
- Megérzés és telepátia (ceto-pariya-ñána)
- előző életek felidézése (patiséshi)
- Látnoki képesség (dibba-cakkhu)
- mentális alakulások megszüntetésének képessége (samatha)

### Egyedülálló mahájána és vadzsrajána ideák
- Bardó — átmeneti állapot

Fehér A – a Dzogcsen szimbóluma

  - Sinaj bardó — ennek az életnek a bardója
  - Milam bardó — az álom bardója
  - Szamten bardó — a meditáció bardója
  - Csikkhai bardó — a haldoklás bardója
  - Csönyid bardó — a Dharmata bardója
  - Szidpai bardó — a létezés bardója
- bódhicsitta — a buddhaság elérésének vágya
- bódhiszattva — aki összegyűjtötte a bodhicsittát
- Buddha-természet
- Dzogcsen — minden lény természetes állapota
- Örök Buddha
- Lung (tibeti buddhizmus)
- Tiszta Föld buddhizmus
- Szivárványtest — nem húsból, hanem tiszta fényből, asztráltest
- Szvabhava — belső természet
- Tathatá — olyanság
  - Dharmadhatu — az igazság birodalma
    - Négy Dharmadhátu
- Terma
- Három vadzsra
- Három gyökér
  - láma
  - Istha-devatá — Jidam
  - Dakini/Dharmapala
- Trikája
  - Nirmanakája
  - Szambhogakája
  - Dharmakája
- Upája
  - Öt bölcsesség

### Egyéb koncepciók
- üresség (suññatā • śūnyatā)
- Középút (majjhimā paṭipadā • madhyamā-pratipad)
- érző lények (satta • sattva)

## Buddhista gyakorlatok

### Buddhista áldozás
- menedékvétel
  - Buddha
  - Dharma
  - Szangha
- imádat (pūjā) — lásd még: Abhiseka
  - elkötelezettség
  - leborulás (panipáta • namas-kara)
  - kántálás
    - Mantra
      - Om mani padme hum
      - Namo Amituofo
      - Namu Mjóhó Renge Kjó
      - Buddho

### Morális fegyelem és előírások (Szíla•Síla)
- öt fogadalom (pañca-sīlāni • pañca-śīlāni)
- nyolc fogadalom (aṭṭhasīla)
- tíz fogadalom (dasasīla)
- tizenhat fogadalom
- Vinaja
  - Pátimokkha (Prátimoksa) — szerzetesi rendszabályok
    - Paradzsika (kudarcok) — négy szabály, amelyek megszegése egy életre kizárást jelent a szanghából
      - közösülés, szándékos aktus egy szerzetes és valaki más között – az orális aktus a szanghadiszesza kategóriába esik
      - lopás
      - szándékosan egy ember halálát okozni, még akkor is ha az csak egy magzat
      - szándékosan hazudni egy másik személynek, aki magas szintet ért el

    - Szanghadiszesza — 13 szabály, amelyek megsértése a szangha összehívását eredményezi
    - Anijata — két határozatlan szabályszegés, amelyben egy szerzetes kettesben marad egy nővel, vagy egy világi személlyel
    - Nisszaggija pacsittija — 30 szabályszegés – megbánó vezeklést eredményez
    - Pacsittija — 92 szabályszegés – bűnbánatot eredményez
    - Patideszanija — 4 szabályszegés – szóbeli megrovással jár
    - Szekhijavatta — 75 gyakorlattal kapcsolatos szabályszegés
      - Száruppa — helyes magaviselet
      - Bhodzsanapatiszajutta — étel
      - Dhammadeszanápatiszamjutta — dhamma tanítása
      - Pakinnaka — vegyes

    - Adhikarana-szamatha — jogi procedúrák megoldásával kapcsolatos szabályok
- Bodhiszattva fogadalom
- Szamaja — vadzsrajána buddhista rendbe való belépéskor tett fogadalom
- Aszkéta gyakorlatok (dhutanga) — 13 aszkéta gyakorlat (erdő kolostorokban)

### Három fogadalom
- távolmaradás minden gonosztól (sabbapāpassa akaraṇaṃ)
- a jó gyakorlása (kusalassa upasampadā)
- tudat megtisztítása (sacittapariyodapanaṃ)

### A Dhamma három pillére
- nagylelkűség (dāna)
- moralitás (sīla • śīla)
- meditáció (bhāvanā)

### A hármas gyakorlat(Sikkhā)
- magasabb erény (adhisíla-sikkhā)
- magasabb tudatosság (adhicitta-sikkhā)
- magasabb bölcsesség (adhipannā-sikkhā)

### Öt tulajdonság
- hit (saddhā • śraddhā)
- moralitás (sīla • śīla)
- tanulás (suta)
- nagylelkűség (cāga)
- bölcsesség (paññā • prajñā)

### Egy gyakorló öt ereje
- hit (saddhā • śraddhā)
- tudat (hiri)
- beleélés (ottappa)
- energia (viriya • vīrya)
- bölcsesség (paññā • prajñā)

### Öt dolog, ami a megvilágosodáshoz vezet
- csodálatra méltó barátság (kalyāṇa-mittatā • kalyāṇa-mitratā)
- moralitás (sīla • śīla)
- a Dhamma hallgatása
- energia (viriya • vīrya)
- állandótlansággal tisztában lenni (anicca-ñāṇa)

### Öt tárgy elmélkedéshez
- ki vagyok téve az öregedésnek
- ki vagyok téve a betegségeknek
- ki vagyok téve a halálnak
- változás lesz és el leszek választva mindentől, ami kedves számomra
- a saját cselekedeteim ura vagyok, a cselekedeteimből születek

### Fokozatos gyakorlás(Anupubbikathā)
- nagylelkűség (dāna)
- erény (sīla • śīla)
- menny (sagga)
- az érzéki öröm veszélye (kāmānaṃ ādīnava)
- lemondás (nekkhamma)
- a négy nemes igazság (cattāri ariyasaccāni • catvāri āryasatyāni)

### Hét jó tulajdonság(Satta saddhammā)
- hit (saddhā • śraddhā)
- öntudat (hiri)
- morális rettegés (ottappa)
- tanulás (suta)
- energia (viriya • vīrya)
- tudatosság (sati • smṛti)
- bölcsesség (paññā • prajñā)

### Tíz erényes cselekedet(Punnakiriya vatthu)
- nagylelkűség (dāna)
- moralitás (sīla • śīla)
- meditáció (bhāvanā)
- megfelelő tiszteletet mutatni az arra érdemesek felé (apacayana)
- segíteni másoknak, hogy jót cselekedjenek (veyyavacca)
- jó cselekedet végzése után osztozni másokkal a hasznon (anumodana)
- mások erényeinek üdvözlése (pattanumodana)
- a Dhamma tanítása (dhammadesana)
- a Dhamma meghallgatása (dhammassavana)
- saját nézetünk egyengetése

### Tökéletességek (Pāramī•Pāramitā)
- Tíz théraváda párami (Dasza páramijo)
- Hat mahájána párami

### Megvilágosodással kapcsolatos állapotok (Bódipakkhijá-dhammá•Bodhipakṣa dharma)

#### Tudatosság négy alapja (Csattáro szatipattháná•Smṛtjupaszthána)
- Elmélkedés a testről (kájagatászati • kájasmrti)
  - Légzés tudatossága (ánápánasati • ánápánasmrti)
    - Elmélkedés a testről (kájanupasszana) — első tetrád
      - egy hosszú légzés
      - rövid légzés
      - átélni az egész (légző-) testet
      - lecsillapítani a testi keletkezést

    - elmélkedés az érzésekről (vedanánupasszana) — második tetrád
      - megtapasztalni a szakadást
      - megtapasztalni a boldogságot
      - megtapasztalni a mentális létrehozást
      - lecsillapítani a mentális létrehozást

    - elmélkedni a tudatról (csittanupasszana) — harmadik tetrád
      - megtapasztalni a tudatot
      - megörvendeztetni a tudatot
      - koncentrálni a tudatot
      - megszabadítani a tudatot

    - elmélkedés a dhammákon (dhammánupasszana) — negyedik tetrád
      - elmélkedés az állandótlanságon (anicsánupasszí)
      - elmélkedés az elmúláson (virágánupasszí)
      - elmélkedés a kihunyáson (nirodhánupasszí)
      - elmélkedés a lemondáson (patinisszaggánupasszí)

  - emberi testtartások, pozitúrák
    - menés
    - állás
    - ülés
    - fekvés

  - tiszta megértés (szampadzsannya • stampradzsanya)
  - elmélkedés a test visszataszítóságán, meditáció a 32 testrészen (patikulamanaszikara)
    - haj
    - szőr
    - köröm
    - fog
    - bőr
    - hús
    - ín
    - csont
    - csontvelő
    - vese
    - szív
    - máj
    - mellhártya (vagy rekeszizom)
    - lép
    - tüdő
    - vékonybél
    - vastagbél
    - gyomor
    - ürülék
    - epe
    - slejm
    - genny
    - vér
    - izzadtság
    - zsírok
    - könny
    - zsír
    - nyál
    - nyák
    - csontok közötti kenőanyag
    - vizelet
    - agy

  - elmélkedés az anyagi elemeken (mahábhúta)
    - föld
    - víz
    - tűz
    - levegő

  - Temetői elmélkedések (aszubha)
- elmélkedés az érzelmeken (vedanászati • vedanésmrti)
- elmélkedés a tudaton (csittaszati • csittasmrti)
- elmélkedés a mentális tárgyakon (dhammászati • dharmasmrti)

### Buddhista meditáció

#### théraváda meditációs gyakorlatok

##### Nyugalom/derű/higgadtság (Szamatha•Samatha)
- Munka helye (kammatthána)
  - tíz Kaszina
    - föld kaszina (pathavikaszinam)
    - víz kaszina (apokaszinam)
    - tűz kaszina (tedzsokaszinam)
    - szél kaszina (vajokaszinam)
    - barnás vagy mély lilás-kék kaszina (nilakaszinam)
    - sárga kaszina (pitakaszinam)
    - vörös kaszina (lohitakaszinam)
    - fehér kaszina (odatakaszinam)
    - fény kaszina (alokakaszinam)
    - ég kaszina (akaszakaszinam)

  - tíz elmélkedés a visszataszító dolgokon (aszuba)
  - tíz gyűjtemény (anusszati • anusmriti)
  - Négy isteni lakóhely (brahma-vihára)
  - Négy formanélküli dzsána (arúpadzsána)
  - Az étel visszataszítóságának észrevétele (aharepatikulaszanna)
  - Négy fő elem (mahábhúta)

##### Koncentráció(Szamádhi)
- jel (nimitta)
  - tanuló jel (uggahanimitta)
  - ellentét jel (patibáganimitta)
- ideiglenes koncentráció (khanikaszamádhi)
- elsődleges koncentráció (parikammaszamádhi)
- szomszédos koncentráció (upacsáraszamádhi)
- Kilenc szintelérés (samāpatti)
  - Szintelérés koncentráció (appanászamádhi)

##### Belső látás meditáció (Vipasszaná•Vipasjaná)
- Belső tudás (vipasszaná-nyána)

#### Zen meditációs gyakorlatok
- Zazen
  - koncentráció (szamádhi)
  - Kóan
  - Sikantaza — csak ülés

#### Vadzsrajána meditációs gyakorlatok
- Tonglen
- Tantra
- Margaphala
- Ngöndro

### Egyéb gyakorlatok
- Ahimsza
- Appamada — tudatosság
- Csöd
- érdem
- Paritta — védelem
- Szamvega
- szimran

## Megvilágosodás elérése

### Általános
- Nirvána (Nibbána)
  - Parinirvána (Parinibbána)
- Bodhi
- Buddha fajták
  - Szammászam-buddha (Szamjak-szambuddha)
  - Paccséka-buddha (Pratjékabuddha)
  - Szávaka-buddha (Srávakabuddha)

### théraváda
- A megvilágosodás négy szintje
  - Szotápanna — folyamba-lépett
  - Szakadágámi — egyszer visszatérő
  - Anágámi — nem-visszatérő
  - Arhat

### mahájána
- bódhiszattva
  - bodhiszattva bhumik

### Zen
- Szatori — japán buddhista kifejezés a "megvilágosodásra"
- Kensó

## Buddhista szerzetesség és laikusság
- Tanítvány (sāvaka • śrāvaka)
- férfi követő (világi) (upásaka)
- női követő (világi) (upásziká)
  - háztulajdonos
  - Dhammacsárí
  - Anágárika
  - Dzsisa (Japán), Dzsisi (kínai)
  - Ngagpa
  - Thilasin — Burmai buddhista világi nő
  - Mae dzsi — buddhista világi és szerzetesi állapot között lévő nő
- alsóbb rang (pabbajja • pravrajya)
  - újonc szerzetes (Szamanera • Srámanera)
  - újonc apáca (Szamaneri • Srámanerí)
- magasabb rang (upaszampadá)
  - Szerzetes (bhikkhu • bhiksu)
  - Apáca (bhikkhuni • bhiksuní)
- Buddhista tanítók címei
  - Általános
    - Ácsárja — tanító
    - Upáddzshája (Upādhyāya)
    - Pészita — egy tanult buddhista mester, tudós professzor (buddhista filozófia)
    - Bhante

  - Théravádában
    - Délkelet-Ázsiában
      - Ajja — buddhista apáca megszólítása

    - Thaiföldön
      - Ácsán — Thai tanító
      - Luang Por — buddhista cím

    - Burmában
      - Szajádav — burmai szerzetes

    - Kínában
      - 和尚，Hösang — magas rangú buddhista szerzetes
      - 僧侣，Szenglv — szerzetes
      - 住持，Csucsi — apát
      - 禅师，Csansii — Csán/Zen mester
      - 法师，Fasi — Dharma mester
      - 律师，Lvsi — Vinaja mester
      - 开山祖师，Kaisancusi — buddhista iskola alapítója
      - 比丘，Bihsziu — Bhikkhu átirata
      - 比丘尼，Bihsziuni — Bhikkhuni átirata
      - 沙弥，Sami — szamanera átirata
      - 沙弥尼，Samini — szamaneri átirata
      - 尼姑，Nigu — apáca
      - 论师，Lunsi — Abhidharma mester
      - 师兄，Sihsziong — dharma testvérek – világi emberek egymás között

  - Japánban
    - Adzsari — Japánban (főleg tendai és singon) tanító neve
    - 和尚 Osō — magas rangú buddhista szerzetes

  - Zenben
    - Japánban
      - 开山 Kaiszan — zen iskola alapítója
      - 老师 Rosi — tiszteletre méltó tanító
      - 先生 Szenszei — a rosi alatt álló rang
      - Zen mester — önálló tanító mester

    - Koreában
      - Szunim — Koreai buddhista szerzetes vagy apáca

  - Tibeti buddhizmusban
    - Gese — tibeti buddhista akadémiai cím
    - Guru
    - Kenpo — akadémiai cím
    - Kencsen — akadémiai cím
    - láma — a Dharma tibeti tanítója
    - Rinpocse — tiszteletre méltó cím
    - Tulku — egy megvilágosodott tibeti buddhista láma, aki önszántából született újra, hogy folytassa a bodhiszattva fogadalmát.

## A buddhizmus főbb alakjai

### Alapító
- Gautama Sziddhártha — a Buddha, Siddhattha Gotama (páli), Siddhārtha Gautama (szanszkrit), Śākyamuni (a Sakja klán bölcse), a Felébredt, a Megvilágosodott, az Áldott, Tathágata (Aki így jön, Aki így megy)

### Buddha tanítványai és korai buddhisták

#### Főbb tanítványok
- Gautama Buddha tíz legfőbb tanítványa
- Száriputta — legfőbb tanítvány
- Maudgaljájana — második legfőbb tanítvány

#### Nemes tanítványok

##### Szerzetesek
- Ánanda — Buddha unokatestvére és személyes segítője
- Maha Kasszapa — az első buddhista tanácskozás összehívója
- Anuruddha — a Buddha fél unokatestvére
- Kátjájana — a legjelesebb tanító
- Nanda — a Buddha féltestvére, fiú
- Nanda — a Buddha féltestvére, lány
- Szubhúti
- Punna
- Upáli — a Vinaja mestere

##### Apácák
- Mahá Padzsápatí Gótamí — a legidősebb apáca
- Khéma — az első hatalmas tudású női apáca
- Uppalavanná — a második hatalmas tudású női apáca
- Patacsara

#### Világi emberek
- Anathapindika — legfőbb világi tanítvány
- Alavi Hatthaka
- Dzsivaka
- Csitta — tanító
- Csunda

#### Világi nők
- Khuddzsuttara
- Velukészakija
- Viszakha
- Rohini
- Szudzsata

#### a Buddha első öt tanítványa
- Kondanna — az első arhat
- Asszadzsi
- Bhaddija
- Vappa
- Mahanama

#### Két hétéves arhat
- Szamanera Szumana
- Szamanera Pészita

#### Egyéb tanítványok
- Csanna — királyi szolga
- Angulimala — tömeggyilkosból lett szent
- Kisza Gotami

### Későbbi indiai buddhisták (Buddha után)
- Buddhagósza — 5. századi indiai tudós, a Viszuddhimagga szerzője
- Mahinda — Asóka király fia
- Szanghamitta — Asóka lánya
- Nágárdzsuna — a Madhjamaka iskola alapítója
- Arjadéva — Nágárdzsuna tanítványa
- Aszanga — a jógácsára iskola kiválósága
- Vaszubésu
- Buddhapálita — Nágárdzsuna és Arjadéva tanításainak magyarázója
- Csészrakírti
- Dharmakírti
- Atísa

### Indo-görög buddhisták
- Dharmarakszita
- Nágaszéna

### Kínai buddhisták
- Bódhidharma
- Tacsian Hujneng
- Ingen

### Tibeti buddhisták
- Dzse Congkhapa
- Milarepa
- Longcsenpa
- Marpa Locava
- Padmaszambhava
- Szakja Pandita
- Pancsen láma
- Karmapa
- Dalai láma
  - 1. dalai láma
  - 2. dalai láma
  - 3. dalai láma
  - 4. dalai láma
  - 5. dalai láma
  - 6. dalai láma
  - 7. dalai láma
  - 8. dalai láma
  - 9. dalai láma
  - 10. dalai láma
  - 11. dalai láma
  - 12. dalai láma
  - 13. dalai láma
  - 14. dalai láma

### Japán buddhisták
- Szaicsó
- Kúkai
- Hónen
- Sinran
- Dógen
- Eiszai
- Nicsiren

### Vietnámi buddhisták
- Thích Nhất Hạnh
- Thích Csan Khong
- Thícs Thién Án
- Thícs Kuang Ducs

### Burmai buddhisták
- Ledi Szajádav
- Mahászi Szajádav
- Vebu Szajádav
- U Ba Khin
- Szajamagji anya
- U Pészita
- S N Goenka

### Thai buddhisták
- Ácsán Buddhadasza
- Ácsán Cshá
- Ácsán Maha Bua
- Ácsán Mun Bhuridatta
- Ácsán Thate

### Srí Lankai buddhisták
- Balangoda Anésza Maitreja
- Henepola Gunaratana
- K Srí Dhammanésza
- Pijadasszi Maha Thera
- Valpola Rahula

### Amerikai buddhisták
- Ácsán Szumedho
- Bhikkhu Bodhi
- Thánisszaró Bhikkhu

### Brazil buddhisták
- Láma Padma Szamten
- Coen Szenszei

### Brit buddhisták
- Ácsán Amaro
- Ácsán Brahm
- Ácsán Khemadhammo
- Nánamoli Bhikkhu
- Nánavíra Thera
- Arthur Lillie

### Német buddhisták
- Ájjá Khema
- Bhikkhu Analajo
- Muho Noelke
- Njanatiloka
- Njanaponika Thera

### Ír buddhisták
- U Dhammaloka

## Buddhista filozófia
- Abhidharma (Abhidhamma)
- Buddhista anarchizmus
- Buddhista atomizmus
- Buddhizmus és a test
- Buddhológia
- Buddhista gazdaság
- Buddhista eszkatológia
- Buddhista etika
  - Buddhizmus és az abortusz
  - Buddhizmus és az eutanázia
  - Buddhizmus és a szexualitás

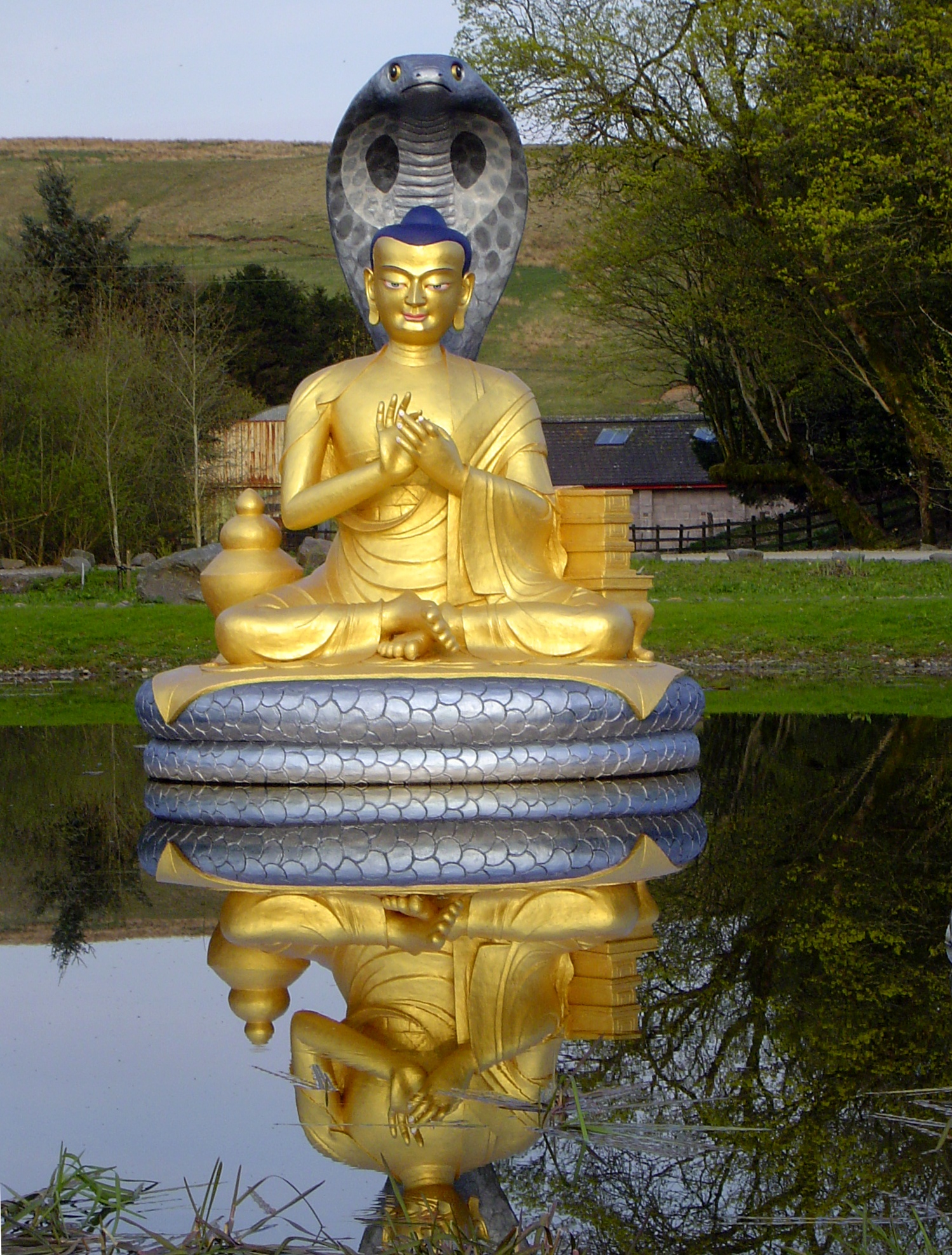
Nágárdzsuna aranyszobra a Szamje Ling kolostorban.

- A buddhizmus és az evolúciós elmélet
- Négy érthetetlen
- Tizennégy megválaszolhatatlan kérdés
- Isten a buddhizmusban
- Humanista buddhizmus
- Buddhista logika
- Buddhista mitológia
- Valóság a buddhizmusban
- Buddhista szocializmus

## Buddhista kultúra
- Alamizsna

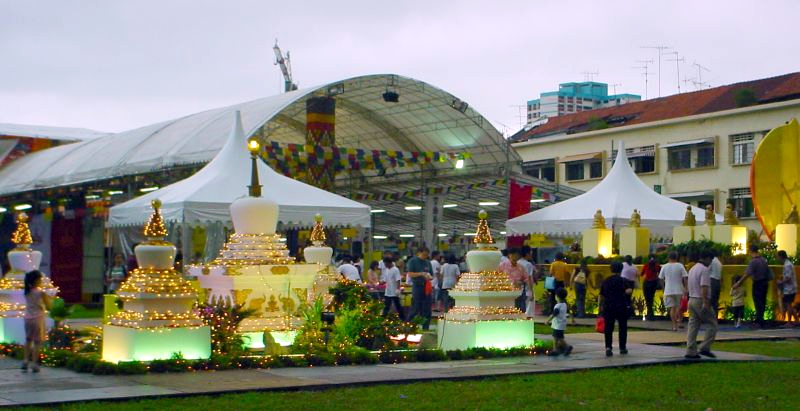
Vészák ünnepség Szingapúrban.

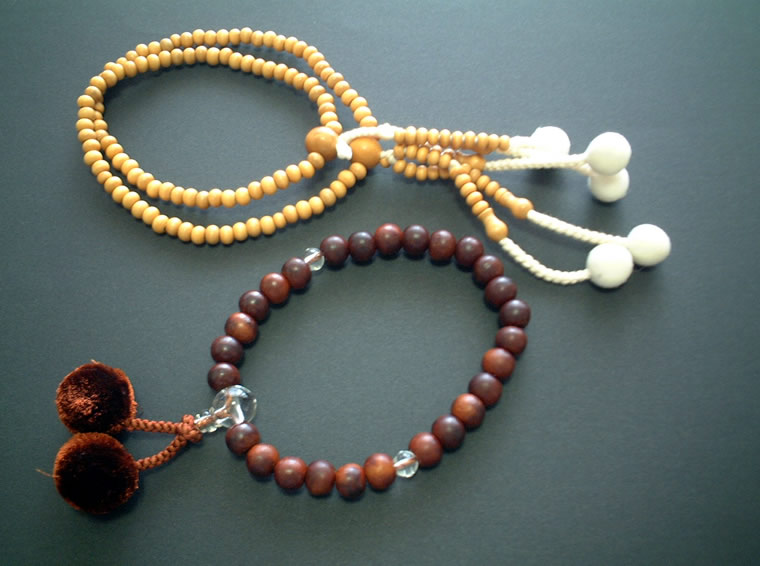
Málá, buddhista imafüzérek.

- Ango — három hónapos intenzív tréning a Zen buddhista tanulóknak
- Buddhista építészet
  - Vihára — buddhista kolostor
  - Vat — kolostor Kambodzsában, Thaiföldön, Lannában és Laoszban
  - Thai templomépítészet
  - Sztúpa — földhalomszerű szerkezet buddhista ereklyével
  - Pagoda
  - Zendo — meditációs hely
  - Bucudan — síremlék Japánban
- Buddhista művészet
  - Japán buddhista művészet
  - Gréko-buddhista művészet
    - Álló Buddha

  - Buddhista költészet
  - Buddhista zene
  - Buddha szobor
    - Hatalmas Buddha szobrok
      - Tian Tan Buddha-szobor
      - Kamakura Nagy Buddha
      - Nagy Buddha Ling Sanban
      - Leshani óriás Buddha
      - Gifu Nagy Buddha
- Buddhista naptár
- Buddhista viselet
  - Tricsivara — szerzetesi ruha
    - Antaravaszaka — alsó ruha
    - Uttaraszanga — felső ruha
    - Szangati — külső ruha
- Buddhista konyhaművészet
  - Buddhista vegetarianizmus
- Dharani
- Drubcsen — a meditáció hagyományos formája, elvonulást jelent a tibeti buddhizmusban
- Temetkezés (buddhizmus)
- Buddhista ünnepek
  - Vészák-ünnepség — Gautama Sziddhártha születése, megvilágosodása (nirvána), és elmúlása (parinirvána)
  - Aszalha púdzsá
  - Mágha púdzsá
  - Upószatha — buddhista figyelmességi nap, teliholdkor és újholdkor
  - Kathina — a Vassza elmúltával
- Kaicso
- Kíla — háromélű penge
- Mészala — koncentrikus diagram
  - Homok mandala
- Buddhista imafüzér — Málá
- Mantra
  - Om mani padme hum
  - Namo Amituofo
  - Nam Mjóhó Renge Kjó
  - Om tare tuttare ture svaha
  - Buddho
  - Namo Tassza Bhagavato Arahato Szammászambuddhassza
- Házasság buddhista nézete
- Mudrá
  - Andzsali Mudrá — üdvözlő gesztus, a tenyerek összerakása a mellkas előtt
- Buddhista zene
- Imakerék
- Szarira — buddhista sírhelyek
- Szessin — intenzív meditáció (zazen) időszaka a Zen kolostorokban
- Buddhista szimbolizmus
  - Dharmacsakra — a Dhamma kereke
  - Bhavacsakra — a létesülés kereke
  - Buddhista zászló
  - Enszó — a megvilágosodás zen szimbóluma
  - Thangka
    - A pszichológia fája

  - Astamangala
- Vadzsra
- Vassza

## Buddhista zarándoklat
- Négy fő zarándokhely
  - Lumbini — Buddha szülőhelye
    - Májá déví templom

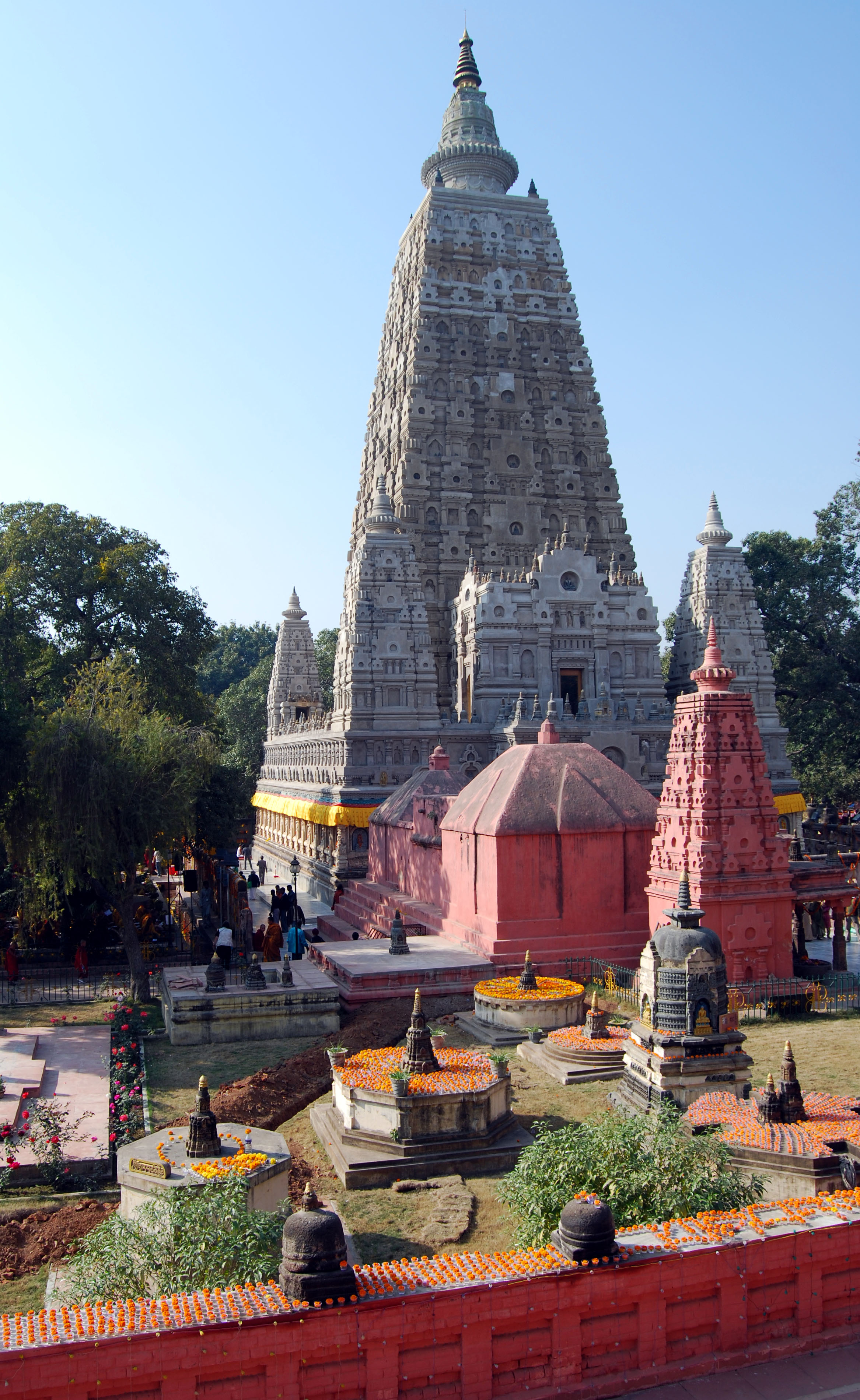
A Mahábódhi templom Indiában, népszerű zarándokhely.

  - Bodh-Gaja — Buddha megvilágosodásának helyszíne
    - Mahábódhi templom
      - Bódhifa

  - Szárnáth — Buddha első beszédének helyszíne
  - Kusínagar — Buddha végső eltávozásának helyszíne
- Négy további helyszín
  - Srávasztí
  - Rádzsgír
  - Szankissza
  - Vaisáli
- Egyéb helyszínek
  - Patna
  - Gajá
  - Koszambi
  - Mathura
  - Kapilavasztu
  - Dévadaha
  - Keszárijá
  - Pava
  - Nálanda
  - Váránaszi
- Későbbi helyszínek
  - Száncsi
  - Ratnagiri
  - Ellora
  - Adzsanta
  - Bhárhut

## Összehasonlító buddhizmus

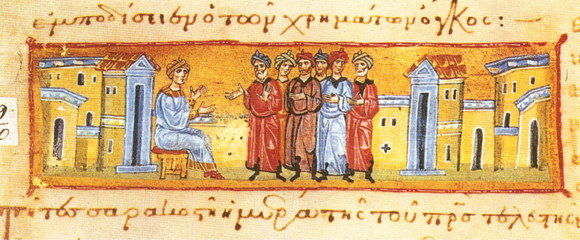
Görög kézírás a 12. századból: Szent Jozafát imája.

- A buddhizmus és a nyugati tudományok
  - A buddhizmus és a pszichológia
- A buddhizmus és a teozófia
- A buddhizmus és más vallások
  - A buddhizmus és a keleti vallások
    - A buddhizmus és a hinduizmus
    - A buddhizmus és a dzsainizmus

  - A buddhizmus és a kereszténység
    - Buddhista-keresztény tanulmányok
    - Párhuzamok Buddha és Jézus között

  - A buddhizmus és a gnoszticizmus
  - Gautama Buddha a világvallásokban

## Egyéb buddhizmussal kapcsolatos szócikkek
- Access to Insight — angol nyelvű weboldal – théraváda buddhizmus
- Anuradhapura
  - Mahávihára
  - Abhajagiri vihára
- Aszkézis
- Asóka
- A hínajána és a mahájána irányzatokat egyesítő pontok
- Bodhimanda (Bodhimandala)
- Bódhiszattva
  - Akaszagarbha
  - Avalókitésvara (Kannon)
  - Kuan Jü
  - Dzsizó
  - Mahaszthamaprapta
  - Maitréja — jövőbeli Buddha, Gautama Sziddhártha utóda
  - Mandzsusrí
  - Nio
  - Szamantabhadra
  - Santidéva
  - Szitatapatra
  - Szkanda
  - Szupuspacsandra
  - Szurjaprabha
  - Tárá
  - Vadzsrapáni
  - Vaszudhara
- Borobudur — 9. századi mahájána építmény az indonéz Magelangban
- Brahmá
- Brahmacsarija — szent élet
- Pu-taj (Nevető Buddha) vagy Hotei — a kövér nevető Buddha, főleg Kínában
- Buddhák
  - Gautama Sziddhártha
  - Dípankara Buddha
  - Kakuszandha Buddha
  - Kasszapa Buddha
  - Padumuttara Buddha
  - Adi-Buddha
  - Amitábha — a legfőbb Buddha a Tiszta Föld szektánál
  - Orvosság Buddha
- Bámiján-völgy buddhái
- Buddha-vacsana — a Buddha világa
- Buddhista naptár
- Buddhista előidéző szertartás
- Buddhista Kiadó Társaság — jótékonysági szervezet
- Buddhista tudományok
- Cambridge Buddhista Szervezet
- Csakravartin
- Kritikus buddhizmus
- Dalit buddhista mozgalom
  - Dhammakaja mozgalom
  - Dhammakaja meditáció
- Dharma név
- Dharma beszéd
- Dharma átadás
- Gyémánt Út Buddhista Közösség
- Dípavamsza
- erősítő szertartás
- Európai Buddhista Unió
- Öt bölcsességbuddha
  - Vairócsana
  - Aksobhja
  - Amitábha
  - Ratnaszambhava
  - Amóghasziddhi
- Öt tiszta fény
- Gandhára
- Gandhárai buddhista szövegek
- Hínajána — "kis szekér"
- Iccsantika
- Nemzetközi Buddhista Főiskola
- Dzsambudvipa
- Dzsetavana
- Kálacsakra
- Kalpa (eon) — egy eon vagy kozmukus kör, egy időperiódus, amíg egy világegyetem létrejön és elpusztul
- Kanthaka — Sziddhártha herceg kedvenc fehér lova
- Kegon
- Adzsátaszattu
- Bimbiszára király
- I. Menandrosz
- Paszenadi
- Kosala
- Élőlény elengedése
- Hagyományvonal
- Liturgical languages
- Luangprabang
- Mahaszati meditáció
- Mahávamsza
- Mára
- Kolostorok
  - Angkorvat
  - Phra Pathom Csedi
  - Saolin kolostor
  - Svedagon pagoda
  - Vat Phra Dhammakaja
  - Vat Phra Kaev – Nagy Palota (Bangkok)
  - Vat Phrathat Doi Szuthep
- Nága — a kígyó király
- Nikája
- Nikája buddhizmus
- Nemes hallgatás
- Páli Szöveg Társaság
- Bölcsesség tökéletessége iskola
- Buddhistaüldözés
- Phra Pathom Csedi
- Tisztaság a buddhizmusban
- A buddhizmus három kora
- Triratna buddhista közösség
- Igaz Buddha iskola
- Nők a buddhizmusban
- Világ Buddhista Szangha Tanács
- Buddhisták világszövetsége
- Fiatal Buddhisták Szövetsége
- Zabuton — négyzet alakú meditációs párna
- Zafu — kör alakú meditációs párna

## Listák
- Buddhizmus körvonalakban
- Buddhista szójegyzék
- Buddhizmussal kapcsolatos szócikkek tárgymutatója
- Buddhák listája
  - A 28 buddha listája
- Állítólagos buddhák listája
- Bodhiszattvák listája
- Neves buddhisták listája
- Modern akadémisták listája a buddhista tudományokban
- Szutták listája
  - a théravádában
    - a A Dígha-nikája szuttái
    - a A Maddzshima-nikája szuttáinak listája
    - a A Szamjutta-nikája szuttái
    - a Az Anguttara-nikája szuttái
    - a A Khuddaka-nikája szuttái

  - a mahájánában
    - Mahájána szútrák
- Buddhizmussal kapcsolatos könyvek listája
- Buddhista templomok listája
  - Buddhista templomok listája Japánban
    - Buddhista templomok listája Kiotóban

  - Koreai buddhista templomok
  - Buddhista építmények listája Kínában
  - Buddhista templomok listája Thaiföldön
- Buddhista témájú írók listája
- Buddhával kapcsolatos játékok listája